# 5384 Changjiangcun
Az 5384 Changjiangcun (ideiglenes jelöléssel 1957 VA) egy kisbolygó a Naprendszerben. Chang C.-H. fedezte fel 1957. november 11-én.